# Jack MacKenzie
Pour les articles homonymes, voir Mackenzie, Jack McKenzie et McKenzie.
Ian George MacKenzie est un directeur de la photographie écossais, né le 13 septembre 1892 à Inverness (Écosse), mort le 19 décembre 1979 à Los Angeles (Californie).
Connu comme Jack MacKenzie (parfois crédité Jack McKenzie), il a fait carrière essentiellement aux États-Unis, où il était membre de l'ASC.

## Biographie
Installé aux États-Unis, Jack MacKenzie contribue comme chef opérateur à cent-soixante films américains, dès 1916 et jusqu'en 1962, année où il se retire. S'y ajoutent trois films britanniques sortis en 1930.
Parmi ses films muets, plusieurs sont réalisés par Frank Borzage, comme The Ghost Flower (1918, avec Alma Rubens et Francis McDonald) et The Duke of Chimney Butte (1921, avec Fred Stone). Par la suite, il travaille notamment aux côtés de John Ford (ex. : Marie Stuart en 1936, avec Katharine Hepburn dans le rôle-titre), Edward F. Cline (ex. : Sérénade sur la glace en 1938, avec Charles Ruggles et Dolores Costello), Leslie Goodwins (ex. : Mexican Spitfire Out West en 1940, avec Lupe Vélez et Donald Woods), Orson Welles (La Splendeur des Amberson en 1942, avec Joseph Cotten et Dolores Costello), ou encore Christy Cabanne (ex. : Dixie Jamboree (en) en 1944, avec Frances Langford et Guy Kibbee).
Pour la télévision, entre 1953 et 1962, Jack MacKenzie est directeur de la photographie sur vingt-huit séries, dont Le Choix de... (trois épisodes, 1956), Mike Hammer (quarante-trois épisodes, 1958-1959) et Laramie (quatre épisodes, 1960). 

## Filmographie
(liste partielle)

### Cinéma
(films américains, comme directeur de la photographie, sauf mention contraire)
- 1917 : Anything Once de Joseph De Grasse
- 1918 : The Ghost Flower de Frank Borzage
- 1918 : The Love Brokers d'E. Mason Hopper
- 1918 : The Fighting Grin de Joseph De Grasse
- 1919 : Ceux que les dieux détruiront (Whom the Gods Would Destroy) de Frank Borzage
- 1919 : Toton (Toton the Apache) de Frank Borzage
- 1920 : The Romance Promoters (en) de Chester Bennett
- 1920 : The Honey Bee de Rupert Julian
- 1921 : The Duke of Chimney Butte de Frank Borzage
- 1921 : The Silver Car de David Smith
- 1921 : Diamonds Adrift de Chester Bennett
- 1921 : The Jolt de George Marshall
- 1922 : Belle of Alaska de Chester Bennett
- 1923 : Divorce (en) de Chester Bennett
- 1924 : Unmarried Wives de James P. Hogan
- 1925 : Seven Keys to Baldpate de Fred C. Newmeyer
- 1925 : Introduce Me de George J. Crone
- 1926 : The Nutcracker de Lloyd Ingraham (court métrage)
- 1926 : That's My Baby de William Beaudine
- 1926 : Chasseurs, sachez chasser ! (Hold That Lion!) de William Beaudine
- 1927 : Quelle averse ! (Let It Rain) d'Edward F. Cline
- 1927 : A Texas Steer de Richard Wallace
- 1927 : Soft Cushions d'Edward F. Cline
- 1928 : Une nuit aux bains turcs (Ladies' Night in a Turkish Bath) d'Edward F. Cline
- 1929 : The Rainbow Man de Fred C. Newmeyer
- 1930 : Escape de Basil Dean (film britannique)
- 1930 : Beau Bandit de Lambert Hillyer
- 1930 : Les Anges de l'enfer (Hell's Angels) d'Howard Hughes (photographie aérienne)
- 1931 : Caught Plastered de William A. Seiter
- 1931 : Kept Husbands de Lloyd Bacon
- 1931 : Laugh and Get Rich de Gregory La Cava
- 1932 : Ladies of the Jury de Lowell Sherman
- 1932 : Little Orphan Annie de John S. Robertson
- 1932 : Jitters the Butler de Mark Sandrich
- 1933 : The Monkey's Paw de Wesley Ruggles et Ernest B. Schoedsack
- 1933 : Quiet Please! de George Stevens (court métrage)
- 1933 : One Man's Journey de John S. Robertson
- 1934 : Gambling de Rowland V. Lee
- 1935 : Une femme à bord (Vagabond Lady) de Sam Taylor
- 1935 : Another Face de Christy Cabanne
- 1935 : Tomorrow's Youth de Charles Lamont
- 1935 : Hot Tip de James Gleason et Ray McCarey
- 1936 : Mummy's Boys de Fred Guiol
- 1936 : All Business de Jean Yarbrough (court métrage)
- 1936 : Marie Stuart (Mary of Scotland) de John Ford
- 1936 : The Last Outlaw de Christy Cabanne
- 1936 : Gardez-les sous les verrous (Don't Turn 'em Loose) de Benjamin Stoloff
- 1936 : Mon ex-femme détective (The Ex-Mrs. Bradford) de Stephen Roberts (photographie de seconde équipe)
- 1936 : Ennemis publics ou Brave Johnny (Great Guy) de John G. Blystone
- 1937 : Vol de zozos (High Flyers) d'Edward F. Cline
- 1937 : Meet the Missus de Joseph Santley
- 1937 : On Again-Off Again d'Edward F. Cline
- 1937 : Fight for Your Lady de Benjamin Stoloff
- 1938 : Sérénade sur la glace (Breaking the Ice) d'Edward F. Cline
- 1938 : Hawaii Calls d'Edward F. Cline
- 1938 : Radio City Revels de Benjamin Stoloff
- 1938 : Gangster d'occasion (Co Chase Yourself) d'Edward F. Cline
- 1939 : Radio détective (Sued for Libel) de Leslie Goodwins
- 1939 : The Day the Bookies Wept de Leslie Goodwins
- 1940 : Mexican Spitfire Out West de Leslie Goodwins
- 1941 : Scattergood Baines (en) de Christy Cabanne
- 1941 : Let's Make Music de Leslie Goodwins
- 1942 : La Splendeur des Amberson (The Magnificent Ambersons) d'Orson Welles
- 1942 : Mug Town de Ray Taylor
- 1942 : La Bataille de Midway (The Battle of Midway) de John Ford (documentaire)

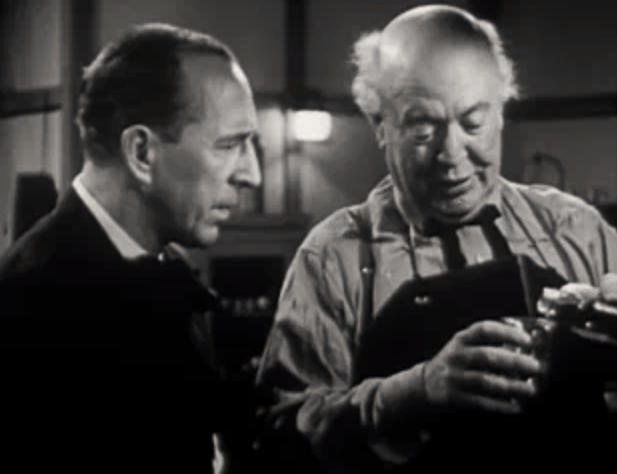
Dixie Jamboree (1944) :
Charles Butterworth (à g.) et Guy Kibbee

- 1943 : Radio Runaround de Lambert Hillyer
- 1943 : Two Weeks to Live de Malcolm St. Clair
- 1943 : Le Faucon pris au piège (The Falcon Strikes Back) d'Edward Dmytryk
- 1943 : The Adventures of a Rookie de Leslie Goodwins
- 1943 : December 7th de John Ford et Gregg Toland (cadreur)
- 1943 : Gildersleeve on Broadway de Gordon Douglas
- 1944 : L'Atavisme qui tue (Jungle Woman) de Reginald Le Borg
- 1944 : Passport to Destiny de Ray McCarey
- 1944 : Dixie Jamboree (en) de Christy Cabanne
- 1944 : Mon ami le loup (My Pal Wolf) d'Alfred L. Werker
- 1945 : Two O'Clock Courage d'Anthony Mann
- 1945 : L'Île des morts (Isle of the Dead) de Mark Robson
- 1945 : Mama Loves Papa (en) de Frank R. Strayer
- 1945 : Zombies on Broadway de Gordon Douglas
- 1946 : Partners in Time de William Nigh
- 1946 : Child of Divorce de Richard Fleischer
- 1947 : Seven Keys to Baldpate de Lew Landers
- 1947 : Le Pic de la mort (Thunder Mountain) de Lew Landers
- 1948 : Michael O'Halloran de John Rawlins
- 1949 : La Rivière des massacres (Massacre River) de John Rawlins
- 1950 : The Boy from Indiana de John Rawlins
- 1958 : Le Retour de Dracula (The Return of Dracula) de Paul Landres
- 1962 : Paradise Alley d'Hugo Haas

### Télévision (séries)
(comme directeur de la photographie)
- 1956 : Le Choix de... (Screen Directors Playhouse)
  - Saison unique, épisode 18 Cry Justice de George Sherman, épisode 19 Belle de Sumatra (Affair in Sumatra) de Byron Haskin, et épisode 35 High Air d'Allan Dwan
- 1958-1959 : Mike Hammer
  - Saisons 1 et 2, 43 épisodes
- 1959 : Maverick
  - Saison 3, épisode 3 The Sheriff of Duck 'n' Shoot de George Waggner
- 1959 : Les Incorruptibles (The Untouchables)
  - Saison 1, épisode 10 Le Gang des trois États (The Tri-State Gang)
- 1960 : Laramie
  - Saison 1, épisode 29 Midnight Rebellion de George Blair
  - Saison 2, épisode 4 Ride the Wild Wind de Francis D. Lyon, épisode 6 The Long Riders de Lesley Selander, et épisode 8 .45 Calibre de Lesley Selander
- 1960-1961 : Échec et Mat (Checkmate)
  - Saison 1, épisode 3 The Cyanide Touch (1960) de Don Weis, épisode 8 Deadly Shadow (1960) de Don Weis, et épisode 27 The Deadly Silence (1961) de Paul Stewart